# Partido Social-Liberal (Dinamarca)
O Partido Social Liberal (em dinamarquês:  Radikale Venstre) é um partido social liberal da Dinamarca.
Fundado em 1905 por ex-membros do partido liberal Venstre, é um partido de ideologia liberal, social-liberal, pacifista, descentralizadora e defensora do Estado Social
Considerado um partido centrista a partir dos anos 90, o Partido Social Liberal só entra em governos de centro-esquerda com o Partido Social-Democrata.
É liderado por Morten Østergaard e, após as eleições de 2011, integra o governo Helle Thorning-Schmidt, liderado pela social-democrata Helle Thorning-Schmidt.
O partido é membro da Internacional Liberal e da Aliança dos Democratas e Liberais pela Europa.

## Ideologia
No seu site, o partido descreve-se como um partido de centro que coopera tanto com a esquerda quanto com a direita e, dessa forma, segundo o site do partido, oferece uma garantia contra os excessos da esquerda e da direita. O Partido Social Libera originou-se como uma divisão liberal de esquerda do Venstre, Partido Liberal da Dinamarca e ainda é considerado hoje como um partido radical de esquerda ou social-liberal.
Os sociais-liberais resumem os seus valores da seguinte forma:
- Auto-realização do indivíduo.
- Defesa do Estado de bem-estar, baseada na responsabilidade financeira da parte autossuficiente e beneficiária da população.
- Rejeição a uma política de imigração rígida.
- Maior autonomia e liberdade das escolas para determinarem os currículos.
- Defesa da democracia representativa, do princípio da subsidiariedade e da democracia participativa como complemento da representativa.
- Sistema tributário simplificado, no qual os impostos sobre a rendimentos sejam reduzidos, os impostos ambientais aumentem, as deduções sejam limitadas e a propriedade seja tributada de forma mais pesada.
- Não-intervencionismo militar.
- Combate às alterações climáticas e investimento nas energias renováveis.
- Defesa dos direitos das minorias.
- Pró-europeísmo.

## Resultados Eleitorais

### Eleições legislativas
| Data    | Líder                 | CI. | Votos   | %            | +/-     | Deputados | +/-     | Status                        |
| ------- | --------------------- | --- | ------- | ------------ | ------- | --------- | ------- | ----------------------------- |
| 1906    | Carl Theodor Zahle    | 4.º | 38 151  | 12,6 / 100,0 |         | 9 / 114   |         | Oposição                      |
| 1909    | Carl Theodor Zahle    | 4.º | 50 305  | 15,5 / 100,0 | 2,9     | 15 / 114  | 6       | Oposição (1909)               |
| 1909    | Carl Theodor Zahle    | 4.º | 50 305  | 15,5 / 100,0 | 2,9     | 15 / 114  | 6       | Governo (1909-1910)           |
| 1910    | Carl Theodor Zahle    | 4.º | 64 884  | 18,6 / 100,0 | 3,1     | 20 / 114  | 5       | Oposição                      |
| 1913    | Carl Theodor Zahle    | 4.º | 67 903  | 18,7 / 100,0 | 0,1     | 31 / 114  | 11      | Governo                       |
| 1915    | Carl Theodor Zahle    | 3.º | 677     | 5,3 / 100,0  | 13,4    | 30 / 140  | 11      | Governo                       |
| 1918    | Carl Theodor Zahle    | 3.º | 189 521 | 20,7 / 100,0 | 2,0     | 32 / 140  | 1       | Governo                       |
| 04/1920 | Carl Theodor Zahle    | 4.º | 122 160 | 11,9 / 100,0 | 8,8     | 17 / 140  | 15      | Oposição                      |
| 07/1920 | Carl Theodor Zahle    | 4.º | 109 931 | 11,5 / 100,0 | 0,4     | 16 / 140  | 1       | Oposição                      |
| 09/1920 | Carl Theodor Zahle    | 4.º | 147 120 | 12,1 / 100,0 | 0,6     | 18 / 149  | 2       | Oposição                      |
| 1924    | Carl Theodor Zahle    | 4.º | 166 476 | 13,0 / 100,0 | 0,9     | 20 / 149  | 2       | Apoio parlamentar             |
| 1926    | Carl Theodor Zahle    | 4.º | 150 931 | 11,3 / 100,0 | 1,7     | 16 / 149  | 4       | Apoio parlamentar             |
| 1929    | Peter Rochegune Munch | 4.º | 151 746 | 10,7 / 100,0 | 0,6     | 16 / 149  | Estável | Governo                       |
| 1932    | Peter Rochegune Munch | 4.º | 145 221 | 9,4 / 100,0  | 1,3     | 14 / 149  | 2       | Governo                       |
| 1935    | Peter Rochegune Munch | 4.º | 151 507 | 9,2 / 100,0  | 0,2     | 14 / 149  | Estável | Governo                       |
| 1939    | Peter Rochegune Munch | 4.º | 161 834 | 9,5 / 100,0  | 0,3     | 14 / 149  | Estável | Governo                       |
| 1943    | Jørgen Jørgensen      | 4.º | 175 179 | 8,7 / 100,0  | 0,8     | 13 / 149  | 1       | Governo                       |
| 1945    | Jørgen Jørgensen      | 5.º | 167 073 | 8,1 / 100,0  | 0,6     | 11 / 149  | 2       | Apoio parlamentar             |
| 1947    | Jørgen Jørgensen      | 4.º | 144 206 | 6,9 / 100,0  | 1,2     | 10 / 150  | 1       | Apoio parlamentar             |
| 1950    | Jørgen Jørgensen      | 5.º | 167 969 | 8,2 / 100,0  | 1,3     | 12 / 151  | 2       | Oposição                      |
| 04/1953 | Jørgen Jørgensen      | 4.º | 178 942 | 8,6 / 100,0  | 0,4     | 13 / 151  | 1       | Apoio parlamentar             |
| 09/1953 | Jørgen Jørgensen      | 4.º | 169 295 | 7,8 / 100,0  | 0,8     | 14 / 179  | 1       | Apoio parlamentar             |
| 1957    | Jørgen Jørgensen      | 4.º | 179 822 | 7,8 / 100,0  | Estável | 14 / 179  | Estável | Governo                       |
| 1960    | Jørgen Jørgensen      | 5.º | 140 979 | 5,8 / 100,0  | 2,0     | 11 / 179  | 3       | Governo                       |
| 1964    | Karl Skytte           | 5.º | 139 702 | 5,3 / 100,0  | 0,5     | 10 / 179  | 1       | Apoio parlamentar             |
| 1966    | Karl Skytte           | 5.º | 203 858 | 7,3 / 100,0  | 2,0     | 13 / 179  | 3       | Oposição                      |
| 1968    | Hilmar Baunsgaard     | 4.º | 427 304 | 15,0 / 100,0 | 7,7     | 27 / 179  | 14      | Governo                       |
| 1971    | Hilmar Baunsgaard     | 4.º | 413 620 | 14,3 / 100,0 | 0,7     | 27 / 179  | Estável | Apoio parlamentar             |
| 1973    | Hilmar Baunsgaard     | 4.º | 343 117 | 11,2 / 100,0 | 3,1     | 20 / 179  | 7       | Apoio parlamentar             |
| 1975    | Svend Haugaard        | 4.º | 216 553 | 7,1 / 100,0  | 4,1     | 13 / 179  | 7       | Apoio parlamentar             |
| 1977    | Svend Haugaard        | 8.º | 113 330 | 3,6 / 100,0  | 3,5     | 6 / 179   | 7       | Apoio parlamentar             |
| 1979    | Niels Helveg Petersen | 6.º | 172 365 | 5,4 / 100,0  | 1,8     | 10 / 179  | 4       | Apoio parlamentar             |
| 1981    | Niels Helveg Petersen | 7.º | 160 053 | 5,1 / 100,0  | 0,3     | 9 / 179   | 1       | Apoio parlamentar             |
| 1984    | Niels Helveg Petersen | 5.º | 184 642 | 5,5 / 100,0  | 0,4     | 10 / 179  | 1       | Apoio parlamentar             |
| 1987    | Niels Helveg Petersen | 5.º | 209 086 | 6,2 / 100,0  | 0,7     | 11 / 179  | 1       | Apoio parlamentar             |
| 1988    | Niels Helveg Petersen | 6.º | 185 707 | 5,6 / 100,0  | 0,6     | 10 / 179  | 1       | Governo                       |
| 1990    | Marianne Jelved       | 7.º | 114 888 | 3,5 / 100,0  | 2,1     | 7 / 179   | 3       | Apoio parlamentar (1990–1993) |
| 1990    | Marianne Jelved       | 7.º | 114 888 | 3,5 / 100,0  | 2,1     | 7 / 179   | 3       | Governo (1993–1994)           |
| 1994    | Marianne Jelved       | 6.º | 152 701 | 4,6 / 100,0  | 1,1     | 8 / 179   | 1       | Governo                       |
| 1998    | Marianne Jelved       | 7.º | 131 254 | 3,9 / 100,0  | 0,7     | 7 / 179   | 1       | Governo                       |
| 2001    | Marianne Jelved       | 6.º | 179 023 | 5,2 / 100,0  | 1,3     | 9 / 179   | 2       | Oposição                      |
| 2005    | Marianne Jelved       | 5.º | 308 212 | 9,2 / 100,0  | 4,0     | 17 / 179  | 8       | Oposição                      |
| 2007    | Margrethe Vestager    | 6.º | 177 161 | 5,1 / 100,0  | 4,1     | 9 / 179   | 8       | Oposição                      |
| 2011    | Margrethe Vestager    | 4.º | 336 968 | 9,5 / 100,0  | 4,4     | 17 / 179  | 8       | Governo                       |
| 2015    | Morten Østergaard     | 7.º | 161 009 | 4,6 / 100,0  | 4,9     | 8 / 179   | 9       | Oposição                      |
| 2019    | Morten Østergaard     | 4.º | 304 273 | 8,6 / 100,0  | 4,0     | 16 / 179  | 8       | Apoio parlamentar             |
| 2022    | Sofie Carsten Nielsen | 9.º | 133 931 | 3,8 / 100,0  | 4,8     | 7 / 179   | 9       |                               |

### Eleições europeias
| Data | Cabeça de lista        | CI.  | Votos   | %            | +/- | Deputados | +/-     |
| ---- | ---------------------- | ---- | ------- | ------------ | --- | --------- | ------- |
| 1979 |                        | 10.º | 56 944  | 3,3 / 100,0  |     | 0 / 15    |         |
| 1984 |                        | 9.º  | 32 560  | 1,6 / 100,0  | 1,7 | 0 / 15    | Estável |
| 1989 |                        | 8.º  | 50 196  | 2,8 / 100,0  | 1,2 | 0 / 16    | Estável |
| 1994 | Lone Dybkjær           | 7.º  | 176 480 | 8,5 / 100,0  | 5,7 | 1 / 16    | 1       |
| 1999 | Lone Dybkjær           | 4.º  | 180 089 | 9,1 / 100,0  | 0,6 | 1 / 16    | Estável |
| 2004 | Anders Samuelsen       | 7.º  | 120 473 | 6,4 / 100,0  | 2,7 | 1 / 14    | Estável |
| 2009 |                        | 7.º  | 100 094 | 4,3 / 100,0  | 2,1 | 0 / 13    | 1       |
| 2014 | Morten Helveg Petersen | 7.º  | 148 949 | 6,5 / 100,0  | 2,2 | 1 / 13    | 1       |
| 2019 | Morten Helveg Petersen | 5.º  | 277 929 | 10,1 / 100,0 | 3,6 | 2 / 13    | 1       |
| 2019 |                        | 6.º  | 173 159 | 7,1 / 100,0  | 3,0 | 1 / 15    | 1       |